# Виргинский музей изобразительных искусств
Виргинский музей изобразительных искусств (англ. Virginia Museum of Fine Arts; сокр. VMFA) — художественный музей в городе Ричмонд в штате Виргиния.
Один из первых музеев на юге США, находящийся в ведении государственного фонда, принадлежит и управляется организацией Commonwealth of Virginia. Является одним из крупнейших художественных музеев в Северной Америке. Вместе с Вирджинским историческим обществом (англ. Virginia Historical Society) составляют так называемый музейный район (англ. Museum District) Ричмонда (другое название West of the Boulevard).

## История
Музей берет своё начало с 1919 года, когда организации Commonwealth of Virginia было пожертвовано виргинским юристом и судьёй Джоном Пэйном 50 художественных полотен. Пейн в сотрудничестве с губернатором Вирджинии Джоном Поллардом и Управлением общественных работ США обеспечили в 1932 году создание музея, который решено было открыть в Ричмонде.
Главное здание музея было спроектировано фирмой Peebles and Ferguson Architects of Norfolk в неоколониальном и английском барокко стилях, навеянных средневековыми английскими архитекторами Иниго Джонсом и Кристофером Реном. Строительство началось в 1934 году, музей был открыт для публики 16 января 1936 года.
В 1947 году в музей бизнесменом John Lee Pratt была передана коллекция около 150 украшений Карла Фаберже и других российских мастерских, получив крупнейшую публичную коллекцию яиц Фаберже за пределами России. В этом же году музею была пожертвована коллекция T. Catesby Jones Collection of Modern Art. В 1950-е годы многие другие меценаты передали в Виргинский музей части своих коллекций. В 1948 году директором музея стал Лесли Чик-младший, отец которого создал в Нэшвилле, штат Теннесси, комплекс Cheekwood Botanical Garden and Museum of Art. В 1953 году он придумал инновацию — первый в мире «Артмобиль» — тягач с прицепом, в котором находилась часть экспонатов музея для показа их в отдалённых сельских районах. В 1960 году он же, для того чтобы сделать искусство доступным широкой публике, первым провёл мероприятие «ночь в музее». После 20-летней работы директором музея он оставил этот пост в 1968 году и рекомендовал на своё место Keith Fowler.
В 1970-е годы музей расширялся, получив новые галереи, библиотеку, фотолабораторию, складские помещения. В эти же годы был создан каскадный ландшафтный фонтан (архитектор Лоуренс Халприн). Он же добавил к музейному комплексу кафе и сувенирный магазин. В последующие годы музей получил крупные пожертвования и в декабре 1985 года открыл свои очередные новые площади в 90 000 квадратных футов (8 400 м²).

## Коллекция
Виргинский музей, имея обширную художественную коллекцию, разделён на отделы, которым соответствуют галереи:
- древнее искусство;
- африканское искусство;
- американское искусство;
- искусство Восточной Азии;
- искусство Южной Азии;
- европейское искусство;
- ар-нуво и ар-деко;
- современное искусство.

Отдельно представлена коллекция яиц Фаберже, самая большая за пределами России, включающая пять Императорских пасхальных яиц (англ. Imperial Easter Eggs): Яйцо с вращающимися миниатюрами (1896), Пеликан (1898), Пётр Великий (1903), Царевич (1912) и Красный крест с портретами (1915).